# باشگاه فوتبال رایو وایکانو
باشگاه فوتبال رئال رایو وایکانو (به اسپانیایی: Rayo Vallecano de Madrid) (تلفظ اسپانیایی: [ˈraʝo βaʎeˈkano ðe maˈðɾið])، که به شکل مخفف رایو نامیده می‌شود، یک باشگاه فوتبال اسپانیایی است که در
شهر مادرید قرار دارد. این باشگاه در تاریخ ۲۹ مه ۱۹۲۴ تأسیس شد و برای فصل ۲۲–۲۰۲۱ در لا لیگا، بالاترین سطح از فوتبال باشگاهی در اسپانیا رقابت می‌کند. رایو وایکانو مسابقات خانگی خود را در ورزشگاه وایکاس برگزار می‌کند.
رایو سابقه حضور در رقابت‌های اروپایی را دارد و در جام یوفا فصل ۰۱–۲۰۰۰ تا مرحله یک‌چهارم نهایی بالا رفت که در نهایت به دپورتیوو آلاوس اسپانیا در مجموع دو بازی رفت و برگشت، ۴–۲ نتیجه را واگذار کرد.
با آمار ثبت شده، رایو پس از رئال مادرید و اتلتیکو مادرید سومین تیم برتر در بخش خودمختار مادرید است.

## تاریخچه

### تاسیس و سال‌های ابتدایی (۱۹۵۰–۱۹۲۴)
رایو وایکانو در ۲۹ مه ۱۹۲۴ در زادگاه پرودنسیا پریگو، همسر اولین رئیس باشگاه، خولیان اوئرتا، تأسیس شد. با الهام از ریور پلاته آرژانتین، در سال ۱۹۴۹ و پس از توافق با اتلتیکو مادرید، یک نوار مورب قرمز به لباس تیم اضافه شد و باشگاه برای اولین بار در تاریخ خود به ترسرا دیویسیون رسید.

### عدم ثبات (۲۰۰۲–۱۹۵۰)
رایو وایکانو، از باشگاه‌های بی‌ثبات همیشگی فوتبال اسپانیاست و همواره در سایه دو باشگاه بزرگ هم‌شهری؛ رئال مادرید و اتلتیکو مادرید، قرار داشته و سال‌های زیادی را در دهه‌های ۱۹۸۰ و ۱۹۹۰، با صعود و سقوط بین لالیگا و سگوندا دیویسیون گذراند. فصل ۸۴–۱۹۸۳ بدترین فصل در دهه ۱۹۸۰ بود؛ باشگاه کارش را در آخرین جایگاه از دسته سگوندا دیویسیون به پایان رساند و به سگوندا دیویسیون بی سقوط کرد.
در سال ۱۹۸۹، لوری کانینگهام پس از تنها یک فصل حضور در این تیم، در یک تصادف اتومبیل خارج از مادرید کشته و رایو وایکانو آخرین باشگاه او شد. سال قبل از این فاجعه، او همراه با تیم ویمبلدون قهرمان جام حذفی انگلستان شده بود. همچنین به مدت چهار سال، لباس رئال مادرید را پوشیده بود.
پس از صعود در سال ۱۹۹۹، جایگاه خود را در لیگ برتر تثبیت کردند. موفق‌ترین فصل تیم در سال‌های ۰۱–۲۰۰۰ رخ داد، زمانی که تا مرحله یک چهارم نهایی از جام یوفا بالا رفتند، اما به دست نایب قهرمان نهایی، آلاوز، حذف شدند.  رایو در کمپین قبلی نهم شد، اما از طریق قرعه کشی بازی جوانمردانه وارد رقابت شد.

### سگوندا دیویسیون و دسته‌های پایین‌تر (۲۰۱۱–۲۰۰۳)
مدت کوتاهی پس از آن، باشگاه روزهای سختی را تجربه کرد و با دو سقوط‌ پیاپی در سال‌های ۲۰۰۳ و ۲۰۰۴ به سگوندا دیویسیون بی رسید. برای فصل ۰۶–۲۰۰۵، میچل، اسطوره رئال مادرید در دهه‌های ۱۹۸۰ و ۱۹۹۰، سرمربی شد.
رایو، فصل ۰۷–۲۰۰۶ را در جایگاه دوم از سگوندا دیویسیون بی به پایان رساند و تا مرحله نیمه نهایی از بازی‌های پلی‌آف صعود کرد اما فینال را در مجموع ۲–۱ به ایبار باخت. در فصل بعد و پس از ی غلبه بر بنیدورم در نیمه‌نهایی و زامورا در فینال بازی‌های پلی‌آف، پس از چهار سال غیبت به دسته دو بازگشت.
رایو در اولین فصل از حضورش در دسته دوم از فوتبال اسپانیا، کارش را در جایگاه پنجم به پایان رساند و اغلب در مکان‌های صعود به لا لیگا قرار داشت یا از مدعیان بود. در فصل ۱۱–۲۰۱۰، تیم در جایگاه دوم قرار گرفت و پس از هشت سال غیبت، بار دیگر به برترین سطح از فوتبال اسپانیا بازگشت و تنها مشکلات اقتصادی جدی بود که در مسیر رقابت برای قهرمانی، آنها از رئال بتیس عقب انداخت.

### لا لیگا و سگوندا دیویسیون (حال–۲۰۱۱)

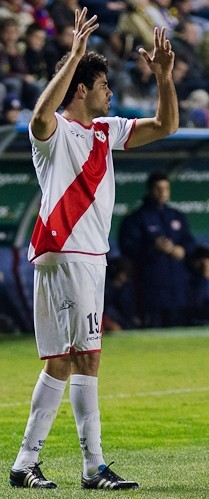
دیگو کوستا با لباس رایو وایکانو، ۲۰۱۲.

در مارس ۲۰۱۴، هواوی با حمایت مالی رایو وایکانو برای دو بازی از لیگ مقابل رئال مادرید و اتلتیک بیلبائو موافقت کرد.
در اوت ۲۰۱۵، رایو وایکانو اکثریت سهام باشگاه فوتبال اوکلاهاما سیتی را به عنوان یک امتیاز توسعه لیگ فوتبال آمریکای شمالی خریداری کرد. به طور رسمی نام باشگاه به رایو اوکلاهاما سیتی تغییر کرد، علیرغم اینکه ورزشگاه به طور فزاینده‌ای به کار نیاز داشت. این اولین ورود یک باشگاه اسپانیایی به بازار ورزش آمریکا بود و منعکس‌کننده قرارداد حمایت مالی در سال ۲۰۱۳ با Qbao به منظور گسترش باشگاه در خارج از کشور بود. رایو اوکلاهاما سیتی، تنها پس از یک سال به دلیل سقوط رایو وایکانو از لالیگا برچیده شد و از سوی دیگر اختلاف بین مالکان منجر به تامین مالی کمتری برای طرف آمریکایی شده‌بود.
در فصل ۱۶–۲۰۱۵ از لالیگا، رایو وایکانو در رده هجدهم جدول قرار گرفت و به سگوندا دیویسیون سقوط کرد و دوره حضور پنج ساله آنها در لالیگا پایان یافت. اولین فصل آنها در لیگ دسته دوم، فصل ضعیفی بود و چه در داخل زمین و چه در خارج از زمین با مشکلات بسیاری رو به رو بودند. نهایتا فصل در رده دوازدهم برایشان پایان یافت. رایو در فصل ۱۷–۲۰۱۶ از سگوندا دیویسیون سه مربی مختلف را بر روی نیمکت خود دید تا آنکه سرانجام به اسطوره باشگاه، میچل رسیدند. او باشگاه را از مکان‌های سقوط خارج کرد و تا رتبه دوازدهم بالا برد و تا رسیدن به پلی‌آف راهی نداشت.
در شروع فصل ۱۸–۲۰۱۷ از سگوندا دیویسیون، باشگاه، دروازه‌بان اخیرا بازنشسته‌اش، داوید کوبنیو را به عنوان مدیر ورزشی باشگاه منصوب کرد. در انتهای فصل، آنها صعود خود را با پیروزی یک گله مقابل لوگو، یک بازی مانده به پایان فصل تضمین کردند. و با ۷۶ امتیاز از ۴۲ بازی، قهرمان شدند.

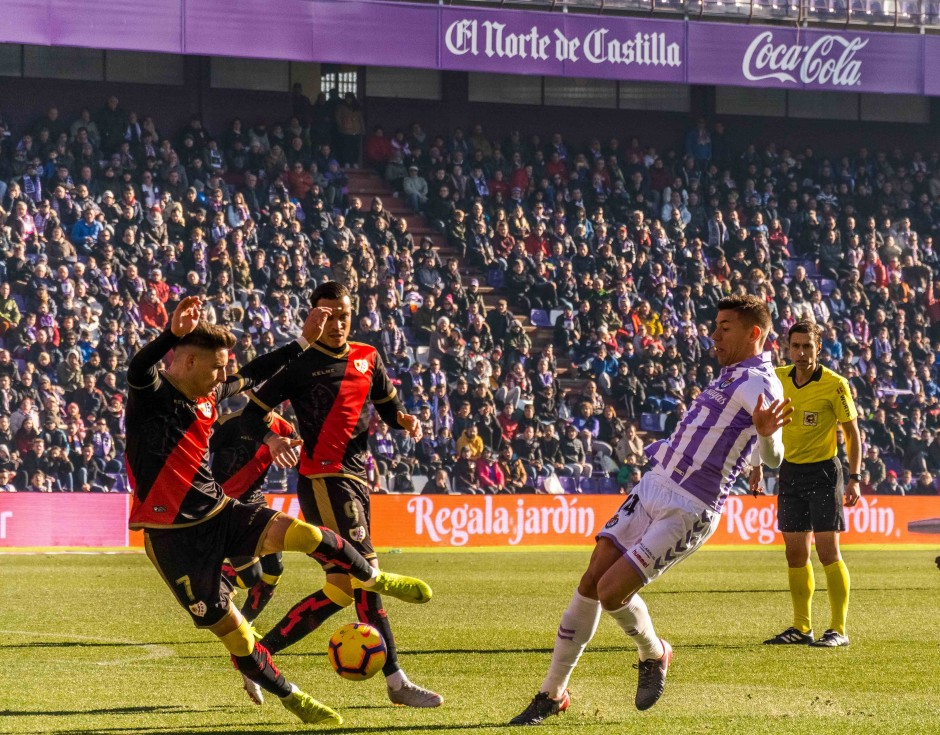
بازیکنان رایو در بازی خارج از خانه در لا لیگا مقابل رئال وایادولید، ژانویه ۲۰۱۹.

در ۲۰ مارس ۲۰۱۹، باشگاه پاکو خمز را به عنوان سرمربی منصوب کرد و در ۴ مه، رایو پس از باخت ۴–۱ مقابل لوانته به قعر جدول سقوط کرد و بار دیگر به سگوندا دیویسیون بازگردانده شد.
در اوت ۲۰۲۰، باشگاه آندونی ایراولا را به عنوان سرمربی منصوب کرد. در انتهای فصل ششم و راهی پلی‌آف شدند و با پیروزی مقابل خیرونا به لا لیگا صعود کردند. علیرغم باخت در بازی اول در خانه با نتیجه ۲–۱، بازی برگشت را ۲–۰ در خارج از خانه بردند و خود را برای لالیگا ۲۲–۲۰۲۱ آماده کردند. در فوریه ۲۰۲۲، تیم ایراولا با شکست مایورکا به نیمه نهایی کوپا دل ری راه یافت. این دومین بار در تاریخ باشگاه و اولین بار از سال ۱۹۸۲ بود.

## عملکرد فصل به فصل
| فصل     | سطح | لیگ      | رتبه | کوپادل‌ری |
| ------- | --- | -------- | ---- | -------- |
| ۴۱–۱۹۴۰ | ۵   | منطقه.۲ª | دوم  |          |
| ۴۲–۱۹۴۱ | ۴   | منطقه.۱ª | ۴ام  |          |
| ۴۳–۱۹۴۲ | ۴   | منطقه.۱ª | ۳ام  |          |
| ۴۴–۱۹۴۳ | ۴   | منطقه.۱ª | ۷ام  |          |
| ۴۵–۱۹۴۴ | ۵   | منطقه.۲ª | دوم  |          |
| ۴۶–۱۹۴۵ | ۴   | منطقه.۱ª | ۵ام  |          |
| ۴۷–۱۹۴۶ | ۴   | منطقه.۱ª | ۱۰ام |          |
| ۴۸–۱۹۴۷ | ۴   | منطقه.۱ª | ۶ام  |          |
| ۴۹–۱۹۴۸ | ۴   | منطقه.۱ª | ۳ام  |          |
| ۵۰–۱۹۴۹ | ۳   | ترسرا    | ۱۴ام |          |
| ۵۱–۱۹۵۰ | ۳   | ترسرا    | ۱۳ام |          |
| ۵۲–۱۹۵۱ | ۳   | ترسرا    | ۹ام  |          |
| ۵۳–۱۹۵۲ | ۳   | ترسرا    | ۷ام  |          |
| ۵۴–۱۹۵۳ | ۳   | ترسرا    | ۱۷ام |          |
| ۵۵–۱۹۵۴ | ۳   | ترسرا    | دوم  |          |
| ۵۶–۱۹۵۵ | ۳   | ترسرا    | اول  |          |
| ۵۷–۱۹۵۶ | ۲   | سگوندا   | ۱۲ام |          |
| ۵۸–۱۹۵۷ | ۲   | سگوندا   | ۶ام  |          |
| ۵۹–۱۹۵۸ | ۲   | سگوندا   | ۱۴ام | دور ۱    |
| ۶۰–۱۹۵۹ | ۲   | سگوندا   | ۵ام  | دور ۱    |

| فصل     | سطح | لیگ     | رتبه | کوپادل‌ری   |
| ------- | --- | ------- | ---- | ---------- |
| ۶۱–۱۹۶۰ | ۲   | سگوندا  | ۱۶ام | دور ۱      |
| ۶۲–۱۹۶۱ | ۳   | ترسرا   | ۳ام  |            |
| ۶۳–۱۹۶۲ | ۳   | ترسرا   | دوم  |            |
| ۶۴–۱۹۶۳ | ۳   | ترسرا   | ۳ام  |            |
| ۶۵–۱۹۶۴ | ۳   | ترسرا   | اول  |            |
| ۶۶–۱۹۶۵ | ۲   | سگوندا  | ۹ام  | دور ۱      |
| ۶۷–۱۹۶۶ | ۲   | سگوندا  | ۶ام  | دور ۱      |
| ۶۸–۱۹۶۷ | ۲   | سگوندا  | ۴ام  | مرحله ۱/۱۶ |
| ۶۹–۱۹۶۸ | ۲   | سگوندا  | ۹ام  |            |
| ۷۰–۱۹۶۹ | ۲   | سگوندا  | ۶ام  | مرحله ۱/۱۶ |
| ۷۱–۱۹۷۰ | ۲   | سگوندا  | ۵ام  | مرحله ۱/۱۶ |
| ۷۲–۱۹۷۱ | ۲   | سگوندا  | ۸ام  | دور ۴      |
| ۷۳–۱۹۷۲ | ۲   | سگوندا  | ۱۱ام | دور ۳      |
| ۷۴–۱۹۷۳ | ۲   | سگوندا  | ۱۴ام | مرحله ۱/۸  |
| ۷۵–۱۹۷۴ | ۲   | سگوندا  | ۸ام  | دور ۴      |
| ۷۶–۱۹۷۵ | ۲   | سگوندا  | ۹ام  | دور ۲      |
| ۷۷–۱۹۷۶ | ۲   | سگوندا  | ۳ام  | دور ۳      |
| ۷۸–۱۹۷۷ | ۱   | لا لیگا | ۱۰ام | دور ۳      |
| ۷۹–۱۹۷۸ | ۱   | لا لیگا | ۱۵ام | مرحله ۱/۸  |
| ۸۰–۱۹۷۹ | ۱   | لا لیگا | ۱۶ام | ۱/۴ نهایی  |

| فصل       | سطح | لیگ       | رتبه | کوپادل‌ری   |
| --------- | --- | --------- | ---- | ---------- |
| ۸۱–۱۹۸۰   | ۲   | سگوندا    | ۵ام  | ۱/۴ نهایی  |
| ۸۲–۱۹۸۱   | ۲   | سگوندا    | ۷ام  | نیمه‌نهایی  |
| ۸۳–۱۹۸۲   | ۲   | سگوندا    | ۹ام  | مرحله ۱/۸  |
| ۸۴–۱۹۸۳   | ۲   | سگوندا    | ۲۰ام | دور ۳      |
| ۸۵–۱۹۸۴   | ۳   | سگوندا بی | اول  | دور ۳      |
| ۸۶–۱۹۸۵   | ۲   | سگوندا    | ۱۵ام | دور ۴      |
| ۸۷–۱۹۸۶   | ۲   | سگوندا    | ۵ام  | دور ۱      |
| ۸۸–۱۹۸۷   | ۲   | سگوندا    | ۵ام  | مرحله ۱/۱۶ |
| ۸۹–۱۹۸۸   | ۲   | سگوندا    | دوم  | دور ۱      |
| ۹۰–۱۹۸۹   | ۱   | لا لیگا   | ۲۰ام | دور ۲      |
| ۹۱–۱۹۹۰   | ۲   | سگوندا    | ۱۱ام | دور ۵      |
| ۹۲–۱۹۹۱   | ۲   | سگوندا    | دوم  | دور ۴      |
| ۹۳–۱۹۹۲   | ۱   | لا لیگا   | ۱۴ام | دور ۴      |
| ۹۴–۱۹۹۳   | ۱   | لا لیگا   | ۱۷ام | دور ۴      |
| ۹۵–۱۹۹۴   | ۲   | سگوندا    | دوم  | ۱/۴ نهایی  |
| ۹۶–۱۹۹۵   | ۱   | لا لیگا   | ۱۹ام | دور ۳      |
| ۹۷–۱۹۹۶   | ۱   | لا لیگا   | ۱۸ام | ۱/۴ نهایی  |
| ۹۸–۱۹۹۷   | ۲   | سگوندا    | ۸ام  | دور ۲      |
| ۹۹–۱۹۹۸   | ۲   | سگوندا    | ۵ام  | دور ۱      |
| ۲۰۰۰–۱۹۹۹ | ۱   | لا لیگا   | ۹ام  | ۱/۴ نهایی  |

| فصل     | سطح | لیگ       | رتبه | کوپادل‌ری   |
| ------- | --- | --------- | ---- | ---------- |
| ۰۱–۲۰۰۰ | ۱   | لا لیگا   | ۱۴ام | مرحله ۱/۸  |
| ۰۲–۲۰۰۱ | ۱   | لا لیگا   | ۱۱ام | ۱/۴ نهایی  |
| ۰۳–۲۰۰۲ | ۱   | لا لیگا   | ۲۰ام | مرحله ۱/۳۲ |
| ۰۴–۲۰۰۳ | ۲   | سگوندا    | ۲۱ام | مرحله ۱/۳۲ |
| ۰۵–۲۰۰۴ | ۳   | سگوندا بی | ۳ام  | مرحله ۱/۳۲ |
| ۰۶–۲۰۰۵ | ۳   | سگوندا بی | ۵ام  | دور ۳      |
| ۰۷–۲۰۰۶ | ۳   | سگوندا بی | دوم  | مرحله ۱/۸  |
| ۰۸–۲۰۰۷ | ۳   | سگوندا بی | اول  | دور ۳      |
| ۰۹–۲۰۰۸ | ۲   | سگوندا    | ۵ام  | مرحله ۱/۱۶ |
| ۱۰–۲۰۰۹ | ۲   | سگوندا    | ۱۱ام | مرحله ۱/۸  |
| ۱۱–۲۰۱۰ | ۲   | سگوندا    | دوم  | دور ۳      |
| ۱۲–۲۰۱۱ | ۱   | لا لیگا   | ۱۵ام | مرحله ۱/۱۶ |
| ۱۳–۲۰۱۲ | ۱   | لا لیگا   | ۸ام  | مرحله ۱/۱۶ |
| ۱۴–۲۰۱۳ | ۱   | لا لیگا   | ۱۲ام | مرحله ۱/۸  |
| ۱۵–۲۰۱۴ | ۱   | لا لیگا   | ۱۱ام | مرحله ۱/۱۶ |
| ۱۶–۲۰۱۵ | ۱   | لا لیگا   | ۱۸ام | مرحله ۱/۸  |
| ۱۷–۲۰۱۶ | ۲   | سگوندا    | ۱۲ام | دور ۳      |
| ۱۸–۲۰۱۷ | ۲   | سگوندا    | اول  | دور ۲      |
| ۱۹–۲۰۱۸ | ۱   | لا لیگا   | ۲۰ام | مرحله ۱/۱۶ |
| ۲۰–۲۰۱۹ | ۲   | سگوندا    | ۷ام  | مرحله ۱/۸  |

| فصل     | سطح | لیگ     | رتبه | کوپادل‌ری  |
| ------- | --- | ------- | ---- | --------- |
| ۲۱–۲۰۲۰ | ۲   | سگوندا  | ۶ام  | مرحله ۱/۸ |
| ۲۲–۲۰۲۱ | ۱   | لا لیگا |      |           |

- ۱۹ فصل در لا لیگا
- ۳۵ فصل در سگوندا دیویسیون
- ۵ فصل در سگوندا دیویسیون بی
- ۱۱ فصل در ترسرا دیویسیون (سطح ۳ تا پیش از فصل ۷۸–۱۹۷۷)

## عملکرد اروپایی
| فصل              | دور         | باشگاه                 | خانه | خ.خ. | مجموع      |
| ---------------- | ----------- | ---------------------- | ---- | ---- | ---------- |
| جام یوفا ۰۱–۲۰۰۰ | دور انتخابی | کونستل لاچیو اسپورتیوا | ۶–۰  | ۱۰–۰ | ۱۶–۰       |
| جام یوفا ۰۱–۲۰۰۰ | دور اول     | مولده                  | ۱–۱  | ۱–۰  | ۲–۱        |
| جام یوفا ۰۱–۲۰۰۰ | دور دوم     | ویپوغ                  | ۱–۰  | ۱–۲  | ۲–۲ (گ.ح.) |
| جام یوفا ۰۱–۲۰۰۰ | دور سوم     | لوکوموتیو مسکو         | ۲–۰  | ۰–۰  | ۲–۰        |
| جام یوفا ۰۱–۲۰۰۰ | دور چهارم   | بوردو                  | ۴–۱  | ۲–۱  | ۶–۲        |
| جام یوفا ۰۱–۲۰۰۰ | ۱/۴ نهایی   | آلاوس                  | ۲–۱  | ۰–۳  | ۲–۴        |

## افتخارات
| افتخارات                           | افتخارات                                        | افتخارات                               |
| رقابت                              | قهرمانی                                         | نائب‌قهرمانی                            |
| رقابت‌های کشوری                     | رقابت‌های کشوری                                  | رقابت‌های کشوری                         |
| ---------------------------------- | ----------------------------------------------- | -------------------------------------- |
| دسته دوم                           | (۱):۱۸–۲۰۱۷                                     | (۴):۸۹–۱۹۸۸، ۹۲–۱۹۹۱، ۹۵–۱۹۹۴، ۱۱–۲۰۱۰ |
| دسته سوم                           | (۴):۵۶–۱۹۵۵، ۶۵–۱۹۶۴، ۸۵–۱۹۸۴، ۰۸–۲۰۰۷          | (۳):۵۵–۱۹۵۴، ۶۳–۱۹۶۲، ۰۷–۲۰۰۶          |
| رقابت‌های منطقه‌ای                   |                                                 |                                        |
| فدراسیون فوتبال کارگران            | (۱):۳۲–۱۹۳۱                                     | ---                                    |
| دسته ۱ منطقه‌ای                     | ---                                             | ---                                    |
| دسته ۲ منطقه‌ای                     | ---                                             | (۲):۴۱–۱۹۴۰، ۴۵–۱۹۴۴                   |
| کوپا د کاستیا                      | (۵):۵۳–۱۹۵۲، ۶۸–۱۹۶۷، ۷۱–۱۹۷۰، ۷۳–۱۹۷۲، ۸۲–۱۹۸۱ | ---                                    |
| جام مادرید                         | (۲):۵۳–۱۹۵۲، ۶۷–۱۹۶۶                            | ---                                    |
| کوپا رامون تریانا                  | (۲):۷۲–۱۹۷۱، ۷۴–۱۹۷۳                            | ---                                    |
| فهرست کامل دستآوردهای رایو وایکانو |                                                 |                                        |

## بازیکنان

### ترکیب فعلی
تا تاریخ ۲ فوریه ۲۰۲۲
| شماره |          | پست       | بازیکن                        |
| ----- | -------- | --------- | ----------------------------- |
| ۱     | فرانسه   | دروازه‌بان | لوکا زیدان                    |
| ۲     | صربستان  | مدافع     | نیکولا ماراش (قرضی از آلمریا) |
| ۳     | کلمبیا   | مهاجم     | رادامل فالکائو                |
| ۴     | اسپانیا  | هافبک     | ماریو سوارس (کاپیتان سوم)     |
| ۵     | اسپانیا  | مدافع     | الخاندرو کاتنا                |
| ۶     | اسپانیا  | هافبک     | سانتی کومسانیا (کاپیتان دوم)  |
| ۷     | اسپانیا  | مهاجم     | ایسی پالازون                  |
| ۸     | آرژانتین | مهاجم     | اسکار ترخو ()                 |
| ۹     | فرانسه   | هافبک     | رندی انتکا                    |
| ۱۰    | پرتغال   | مهاجم     | به‌به                          |
| ۱۱    | سنگال    | مهاجم     | مامادو سیلا (قرضی از آلاوس)   |
| ۱۲    | اسپانیا  | هافبک     | اونای لوپس                    |

| شماره |               | پست       | بازیکن                                  |
| ----- | ------------- | --------- | --------------------------------------- |
| ۱۳    | مقدونیه شمالی | دروازه‌بان | استوله دیمیتریفسکی                      |
| ۱۶    | اسپانیا       | مهاجم     | سرجی گواردیولا (قرضی از رئال وایادولید) |
| ۱۷    | اسپانیا       | هافبک     | مارتین مرکلانز (قرضی از رئال سوسیداد)   |
| ۱۸    | اسپانیا       | هافبک     | آلوارو گارسیا                           |
| ۱۹    | پرتغال        | مدافع     | کوین رودریگز (قرضی از رئال سوسیداد)     |
| ۲۰    | آلبانی        | مدافع     | ایوان بالیو                             |
| ۲۱    | سنگال         | هافبک     | پاثه سیس                                |
| ۲۳    | اسپانیا       | هافبک     | اسکار ولنتین                            |
| ۲۴    | مونته‌نگرو     | مدافع     | استبان ساولیخ                           |
| ۳۲    | اسپانیا       | مدافع     | ماریو هرناندز                           |
| ۳۳    | اسپانیا       | مدافع     | فران گارسیا                             |

### تیم ذخیره‌ها
| شماره |         | پست   | بازیکن      |
| ----- | ------- | ----- | ----------- |
| ۲۶    | اسپانیا | مدافع | سرخیو خیمنو |
| ۲۷    | اسپانیا | مدافع | ایکر رکیو   |

| شماره |         | پست   | بازیکن       |
| ----- | ------- | ----- | ------------ |
| ۲۸    | اسپانیا | هافبک | آلوارو آگیره |
| ۳۱    | اسپانیا | هافبک | مانو ناوارو  |

### قرض داده‌شده
| شماره |         | پست       | بازیکن                                                |
| ----- | ------- | --------- | ----------------------------------------------------- |
|       | کلمبیا  | دروازه‌بان | ایوان آربولدا (قرض به نیولز الد بویز تا ۳۰ ژوئن ۲۰۲۲) |
|       | اسپانیا | دروازه‌بان | میگل مرو (قرض به فوئنلابرادا تا ۳۰ ژوئن ۲۰۲۲)         |
|       | اسپانیا | مدافع     | خورخه مورنو (قرض به کولتورال لئونسا تا ۳۰ ژوئن ۲۰۲۲)  |
|       | اسپانیا | مدافع     | مارتین پاسکال (قرض به ویارئال بی تا ۳۰ ژوئن ۲۰۲۲)     |
|       | اسپانیا | هافبک     | خونی مونتیل (قرض به اویدو تا ۳۰ ژوئن ۲۰۲۲)            |

| شماره |         | پست   | بازیکن                                             |
| ----- | ------- | ----- | -------------------------------------------------- |
|       | اسپانیا | هافبک | خوزه آنخل پوزو (قرض به الاهلی قطر تا ۳۰ ژوئن ۲۰۲۲) |
|       | گینه    | مهاجم | لاس بانگورا (قرض به لامیا تا ۳۰ ژوئن ۲۰۲۲)         |
|       | اسپانیا | مهاجم | آندرس مارتین (قرض به تنریف تا ۳۰ ژوئن ۲۰۲۲)        |
|       | اسپانیا | مهاجم | سرخیو مورنو (قرض به آموربیتا تا ۳۰ ژوئن ۲۰۲۲)      |

## بازیکنان مشهور
- آلوارو نگردو
- رادامل فالکائو
- هوگو سانچز

## مربیان سابق
- آلفردو دی استفانو
- خوزه آنتونیو کاماچو
- میشل

## واژه‌نامه
1. ↑  Los Franjirrojos (The Red Sashes)
2. ↑  Los Vallecanos (The Vallecans)
3. ↑  Rayo OKC